# José Cardona
José Enrique Gutiérrez Cardona (nascido a 27 de fevereiro de 1939 - falecido 30 de janeiro de 2013), conhecido no meio futebolístico como Cardona ou Coneja Cardona, foi um jogador de futebol hondurenho.

## Carreira profissional
José Cardona nasceu na cidade de La Lima, no noroeste das Honduras. Começou a jogar futebol no Hibueras local com o qual em 1957 foi Campeão das Honduras e melhor marcador. Um ano depois, foi transferido para o Lusitano de Évora, à época treinado pelo brasileiro Otto Bumbel, o qual já tinha sido selecionador da Honduras no início dos anos 50. Conhecedor do talento inato de "La Coneja", não hesitou em trazê-lo para a Europa juntamente com o seu compatriota médio centro Justo Willfredo Garcia. Quando chegou a Évora os seus companheiros do Lusitano acharam-no demasiado franzino e não o levaram muito a sério. Mas assim que tocou na bola viram o seu grande potencial. O Lusitano classificou-se nessa época no 7.º lugar com destaque para uma incrível goleada por 4-0 ao campeão de Portugal, Benfica, na qual Cardona marcou um dos golos e segundo os relatos da época destroçou totalmente a defesa benfiquista.
Naturalmente não aguentou muito tempo em Portugal e na temporada seguinte de 1958/59 transfere-se para o Valencia CF mas uma vez que o clube "Che" tinha atingido o limite de jogadores estrangeiros, Cardona foi emprestado ao também levantino Elche, que um ano depois subiu à Primeira Liga de Espanha pela primeira vez na história. Estreou-se no dia 13 de setembro de 1959 contra o Oviedo, tendo permanecido por 5 temporadas e disputando 89 jogos, com 24 golos na primeira divisão.
Ainda voltando à época1959/60, Cardona foi o melhor marcador da segunda divisão espanhola com 22 golos (o mesmo número de golos apontados pelo melhor marcador da primeira divisão Alfredo Di Stéfano na mesma temporada).
Na época 1964/65 transferiu-se para a capital e para o Atlético de Madrid, que nessa temporada se classificou em segundo lugar no campeonato e venceu a Taça do Generalísimo (hoje Taça do Rei). Na final Cardona marcou inclusivamente o golo da vitória na final contra o Real Zaragoza. Na seguinte temporada, sagrou-se campeão de Espanha com o Atlético.
Ao serviço do Valencia CF, Cardona marcou o primeiro golo num jogo noturno realizado no Estádio Azteca, na Cidade do México, contra o Necaxa, a 5 de junho de 1966. O resultado foi de 3-1 a favor do Valencia.
Tornou-se ainda em 1966/67 o primeiro jogador hondurenho a jogar na Taça dos Campeões Europeus/Champions League. 

## Seleção
Cardona foi internacional pelas Honduras, não se tendo classificado nunca para uma fase final do Campeonato do Mundo. Ficaram famosos os jogos em que representou o seu país na qualificação para o Campeonato do Mundo da FIFA de 1970.
No dia 8 de junho de 1969, frente a El Salvador, na primeira mão da eliminatórias da CONCACAF para o México 70, Cardona após aproveitar uma bola na área, dá no último minuto a vitória à Honduras. Nesse momento, muito longe dali, uma jovem de nome Amelia Bolaños, de 18 anos, pega na pistola do pai e comete suicídio com um tiro no peito. Este caso é aproveitado por fanáticos para incendiar a eliminatória que resultaria numa guerra entre as Honduras e El Salvador. Na segunda mão, em El Salvador o jogadores hondurenhos foram constantemente acossados pela multidão em fúria, ficando aliviados por terem perdido uma vez que temiam pela própria vida. No jogo de desempate do play-off jogado na Cidade do México, no Estádio Azteca, El Salvador acabou por vencer a eliminatória e qualificar-se para o Mundial. Pouco depois do jogo os países romperam relações diplomáticas. Duas semanas depois estavam em estado de guerra, naquela que viriam a ficar conhecida como a Guerra do Futebol. 

## Últimos anos
Retirou-se do futebol profissional no final da temporada 1968–69, quando já tinha disputado um total de 141 jogos na La Liga, com 44 golos apontados. Veio a falecer, aos 73 anos, em San Pedro Sula, Honduras, de ataque cardíaco.

## Prémios e distinções

### Clube
Elche
- Segunda Divisão Espanhola: 1958-59

Atlético de Madrid
- La Liga: 1965–66, 1969–70
- Taça do Generalísimo: 1964–65